# Pont de la Tournelle
Pont de la Tournelle jest to most łukowy na rzece Sekwana położony w Paryżu.

## Historia
Pont de La Tournelle łączy 4 i 5 okręg paryski.
Pierwszy most drewniany w obecnym miejscu został zbudowany w średniowieczu, aby połączyć lewy brzeg Sekwany z Wyspą Świętego Ludwika. Drewniany most został zniszczony podczas powodzi w 1651 roku i zastąpiony przez most kamienny, który powstał w 1658 roku. Po powodzi w 1910 roku most został poważnie uszkodzony, a w 1918 całkowicie się zawalił. Władze miasta zdecydowały o budowie nowego mostu. Zbudowany w 1928 roku most w obecnej formie istnieje do dziś.
Pont de la Tournelle został zaprojektowany bez zachowania zasad symetrii, przez co odbiega od większości mostów łukowych Paryża, które zostały zbudowane symetrycznie. Na jednym z filarów mostu znajduje się figura św. Genowefy, patronki Paryża. Monument świętej został zaprojektowany przez polsko-francuskiego rzeźbiarza, Paula Landowskiego.
Najbliższą stacją paryskiego metra jest Pont Marie.